# Camajoa
Camajoa är en ort i Mexiko.   Den ligger i kommunen El Fuerte och delstaten Sinaloa, i den västra delen av landet, 1 200 km nordväst om huvudstaden Mexico City. Camajoa ligger 29 meter över havet och antalet invånare är 755.
Terrängen runt Camajoa är platt. Runt Camajoa är det ganska glesbefolkat, med 31 invånare per kvadratkilometer. Närmaste större samhälle är Mochicahui, 8,4 km sydväst om Camajoa. Trakten runt Camajoa består till största delen av jordbruksmark.